# Sopwith Cuckoo
Le Sopwith T.1 Cockoo est un bombardier-torpilleur biplan britannique utilisé par le Royal Naval Air Service (RNAS) puis son successeur, la Royal Air Force (RAF). Le T.1 a été le premier avion terrestre spécialement conçu pour les opérations de porte-avions, mais il a été achevé trop tard pour servir pendant la Première Guerre mondiale.

## Variantes
Cuckoo Mk. I
La variante la plus produite. Propulsé par un moteur Sunbeam Arab (en) de 200 ch (149 kW).
Cuckoo Mk. II
Mk. I converti pour utiliser un moteur Wolseley Viper (en) de 200 ch (149 kW).
Cuckoo Mk. III
Prototype propulsé par un moteur Rolls-Royce Falcon III (en) de 275 ch (205 kW).
Sopwith B.1
Bombardier monoplace propulsé par un moteur Hispano-Suiza V8 de 200 ch (149 kW). Deux prototypes ont été construits.

## Utilisateurs
Japon
- Le Service aérien de la Marine impériale japonaise a utilisé six Cuckoo Mk. II.

 Royaume-Uni
- Royal Naval Air Service
- Royal Air Force